# The Contender (film 2000)
The Contender è un film del 2000 scritto e diretto da Rod Lurie.

## Trama
A seguito dell'improvvisa morte del vicepresidente degli Stati Uniti d'America Troy Ellard, il presidente Jackson Evans, esponente del Partito Democratico, dovendo valutarne la successione, opta per ovvie ragioni politiche - trattandosi d'una sua collega di partito - per la senatrice dell'Ohio Laine Hanson, figlia dell'ex governatore repubblicano del medesimo Stato Oscar Billings, a scapito d'un altro candidato maggiormente quotato, ovvero il governatore della Virginia Jack Hathaway, in quanto pienamente appoggiato e sostenuto dall'oppositore repubblicano, oltreché presidente del Congresso degli Stati Uniti, Sheldon Runyon dello Stato dell'Illinois. 
Prima che la nomina venga confermata dalle Camere della commissione, presieduta appunto da Runyon, si scatenerà una violenta campagna destabilizzatrice nei confronti della Hanson da parte di apparati politici che non vedono di buon occhio una donna alla vicepresidenza della nazione, sia a causa delle sue posizioni politiche che la spinsero a spostarsi dal partito repubblicano, cui la sua famiglia è storicamente ancorata, a quello democratico e sia perché in concomitanza con la sua candidatura sono emerse sulla rete delle vecchie fotografie che la raffigurerebbero, all'epoca dei suoi studi universitari, coinvolta in un'orgia.

## Premi
Joan Allen e Jeff Bridges sono stati candidati all'Oscar rispettivamente come migliore attrice protagonista e miglior attore non protagonista.